# Новоселицька сільська рада (Чигиринський район)
Новосе́лицька сільська́ ра́да — адміністративно-територіальна одиниця та орган місцевого самоврядування в Чигиринському районі Черкаської області. Адміністративний центр — село Новоселиця.

## Загальні відомості
- Населення ради: 984 особи (станом на 2001 рік)

## Населені пункти
Сільській раді підпорядковані населені пункти:
- с. Новоселиця
- с. Полуднівка
- с. Рублівка
- с. Чмирівка

## Склад ради
Рада складається з 16 депутатів та голови.
- Голова ради: Ласиця Василь Миколайович
- Секретар ради: Деренова Тетяна Григорівна

### Керівний склад попередніх скликань
| Прізвище, ім'я, по батькові | Основні відомості                                                         | Дата обрання | Дата звільнення |
| --------------------------- | ------------------------------------------------------------------------- | ------------ | --------------- |
| Кедря Іван Якович           | Сільський голова, 1948 року народження, безпартійний                      | 26.03.2006   | 31.10.2010      |
| Ласиця Василь Миколайович   | Сільський голова, 1965 року народження, освіта вища, член Партії регіонів | 31.10.2010   |                 |

Примітка: таблиця складена за даними сайту Верховної Ради України

### Депутати
За результатами місцевих виборів 2010 року депутатами ради стали:

#### За суб'єктами висування
| Суб'єкт висування | Кількість обраних депутатів | %   |
| ----------------- | --------------------------- | --- |
| Самовисування     | 16                          | 100 |

#### За округами
| № округу | Прізвище, ім'я, по батькові       | Дата визнання обраним | Освіта  | Партійна приналежність | Відомості про обраного депутата                                                    |
| -------- | --------------------------------- | --------------------- | ------- | ---------------------- | ---------------------------------------------------------------------------------- |
| 1        | Випірайло Олександр В'ячеславович | 04.11.2010            | вища    | член Партії регіонів   | ТОВ «Біоагропром», директор                                                        |
| 2        | Ткаченко Михайло Сергійович       | 04.11.2010            | вища    | член Партії регіонів   | СТОВ «Тясмин», інженер-електрик                                                    |
| 3        | Воскобойник Людмила Іванівна      | 04.11.2010            | вища    | член Партії регіонів   | Новоселицька загальноосвітня школа, директор                                       |
| 4        | Михайлюта Яків Вакулович          | 04.11.2010            | вища    | член Партії регіонів   | Новоселицька сільська рада, головний бухгалтер                                     |
| 5        | Вакуленко Єфросинія Миколаївна    | 04.11.2010            | вища    | член Партії регіонів   | Новоселицька загальноосвітня школа, вчитель                                        |
| 6        | Романча Ольга Михайлівна          | 04.11.2010            | вища    | член Партії регіонів   | Новоселицька загальноосвітня школа, вчитель                                        |
| 7        | Запорожець Любов Анатоліївна      | 04.11.2010            | вища    | член Партії регіонів   | Новоселицький фельдшерсько-акушерський пункт, завідувач                            |
| 8        | Деренова Тетяна Григорівна        | 04.11.2010            | середня | член Партії регіонів   | Новоселицька сільська рада, секретар                                               |
| 9        | Куришко Валентина Петрівна        | 04.11.2010            | вища    | член Народної партії   | пенсіонер                                                                          |
| 10       | Запорожець Олександр Петрович     | 04.11.2010            | вища    | член Партії регіонів   | СТОВ «Тясмин», ветеринарний лікар                                                  |
| 11       | Бондаренко Оксана Григорівна      | 04.11.2010            | вища    | член Партії регіонів   | Новоселицька сільська рада, землевпорядник                                         |
| 12       | Нездолій Петро Пантелійович       | 04.11.2010            | вища    | член Партії регіонів   | ДП Чигиринське лісове господарство, провідний інженер                              |
| 13       | Полудень Михайло Григорович       | 04.11.2010            | вища    | позапартійний          | СТОВ «Світанок», тракторист                                                        |
| 14       | Жалдак Юрій Никифорович           | 04.11.2010            | вища    | член Партії регіонів   | Чигиринський територіальний центр обслуговування пенсіонерів, соціальний працівник |
| 15       | Колісник Сергій Володимирович     | 04.11.2010            | вища    | член Партії регіонів   | приватний підприємець                                                              |
| 16       | Полудень Ніна Іванівна            | 04.11.2010            | вища    | член Партії регіонів   | приватний підприємець                                                              |